# Sword of Mana
Sword of Mana, originalmente lanzado en Japón como Shin'yaku: Seiken Densetsu (新約聖剣伝説 lit. Un Nuevo Testamento: La Leyenda de la Espada Sagrada?) es un juego ARPG de 2003, desarrollado por Square Enix y por Brownie Brown y publicado por Square Enix y por Nintendo, para la Game Boy Advance. Es un remake del primer juego de la serie Mana, el juego de Game Boy, Seiken Densetsu: Final Fantasy Gaiden, que fue lanzado como Final Fantasy Adventure en Norteamérica y como Mystic Quest en Europa. Sword of Mana fue el quinto lanzamiento de la serie. Ambientado en un universo de alta fantasía, el juego sigue a un héroe y una heroína mientras buscan derrotar al Señor Oscuro y defender el Árbol de Mana de los enemigos que desean abusar de su poder.
Si bien incorpora elementos del juego original y, en general, sigue la misma trama, Sword of Mana tiene una nueva mecánica de juego y una historia mucho más complicada. Elimina elementos de la serie Final Fantasy, presentes en el juego de Game Boy, como una táctica de marketing, mientras agrega elementos y estilos artísticos de juegos posteriores de la serie. La trama se modifica para permitir al jugador seguir las historias paralelas del héroe o la heroína, y la historia y el diálogo se amplían en comparación del original. Sword of Mana fue producida por el creador de la serie Kōichi Ishii, dirigida por Takeo Oin, y desarrollada en gran parte por empleados de Brownie Brown que habían trabajado anteriormente en la seri. 
El juego recibió críticas débilmente positivas por los críticos. Los críticos elogiaron los gráficos del juego, así como sus mejoras a la versión original. En general, despreciaban la trama, incluso con las mejoras, y no les gustaban los elementos del juego, especialmente el aliado controlado por computadora. Los críticos recomendaron el juego principalmente a los fanáticos del género o la serie. Mystic Quest recibió un segundo remake en 2016, Adventures of Mana. 

## Jugabilidad
La jugabilidad de Sword of Mana es más completa a la jugabilidad de Mystic Quest, posee elementos agregados de juegos posteriores de la saga Seiken Densetsu. Como los demás juegos de la serie, Sword of Mana muestra una perspectiva de vista desde arriba, en la que los personajes van por el terreno y luchan contra criaturas hostiles. A diferencia del juego original, este está a color, no está compuesto de mosaicos cuadrados y el jugador no está restringido a moverse solo en las direcciones cardinales. Al comienzo, el jugador elige seguir la historia del héroe o la heroína. El héroe que elegiste es acompañado por el otro,  o por compañeros temporales, y en cualquier momento durante las batallas puedes optar por tomar el control del personaje acompañante. El personaje no seleccionado se controla mediante inteligencia artificial. A diferencia de los juegos anteriores de la serie, Sword of Mana no tiene un componente multijugador directo. En cambio, los jugadores pueden conectar sus Game Boy Advances a través de un cable link para dar a sus personajes ataques poderosos que se utilizarán en un momento posterior, conocido como el sistema "Amigo". El juego original no presentaba capacidades multijugador.
Los dos personajes principales tienen diferentes capacidades. Ambos son capaces de usar armas y magia, pero el héroe es más fuerte con armas cuerpo a cuerpo y la heroína es más fuerte con ataques mágicos a distancia. Las armas tienen tres atributos: slash (cuchillada), jab (pinchazo) y bash (golpetazo); diferentes atributos causan más o menos daño a diferentes enemigos. Los hechizos mágicos pueden causar daño o defender a los protagonistas, y se ven afectados por el arma que sostiene el personaje. El combate tiene lugar en tiempo real. Ubicado en la parte inferior de la pantalla hay un indicador que aumenta en un punto con cada golpe dado a un enemigo. Cuando ese indicador está lleno, el jugador puede lanzar un poderoso ataque que agotará el indicador por completo. Al recolectar suficientes puntos de experiencia en la batalla, cada personaje aumenta de nivel y mejora en áreas como fuerza y evasión.
El jugador puede descansar en las ciudades, donde puede recuperar salud o comprar artículos y equipos de restauración. Las opciones como cambiar de equipo, lanzar hechizos o verificar el estado se realizan recorriendo el menú de formato circular. Este estilo de menú, que permite al jugador pausar el juego en combate para seleccionar diferentes armas, hechizos y elementos, no estaba presente en el juego original, pero sí en las secuelas, Secret of Mana y Trials of Mana. Se agregó al juego un sistema de día y noche, ya presente en Trials of Mana, en la que algunos enemigos solo están presentes en diferentes momentos de tiempo. Al igual que Legend of Mana, los jugadores pueden forjar armas y plantar en un huerto.

## Trama
Sword of Mana tiene una historia similar a Mystic Quest, pero posee detalles adicionales y diálogos agregados. El jugador tiene la opción de seguir la historia del héroe o la heroína, los cuales son nombrados por el jugador, en lugar de solo la del héroe, como en el juego original. Las dos historias son paralelas. 
La historia del héroe comienza con un sueño retrospectivo de la muerte de sus padres a manos del Señor Oscuro, el gobernante de la nación de Granz. Al despertar, el héroe, un gladiador de Granz, escapa del coliseo, pero es confrontado por el Señor Oscuro y arrojado desde un puente. Después de ser sacado de un lago, es aconsejado de ir a la ciudad Topple. 
La historia de la heroína también comienza con un sueño retrospectivo del Señor Oscuro y su asistente, Julius, matando a su madrastra y destruyendo su aldea. Al despertar, el caballero Bogard le aconseja que se dirija a Topple. 

## Desarrollo

### Origen
Después del lanzamiento del juego anterior de la serie Seiken Densetsu, Legend of Mana de 1999, varios miembros del equipo de desarrollo del juego dejaron Square para formar un nuevo estudio de desarrollo, Brownie Brown. Estos incluyeron al diseñador de personajes Kameoka Shinichi y al artista principal Kouji Tsuda, así como a varios otros escritores y artistas.  Square, a su vez, subcontrató el desarrollo del quinto juego de la saga a Brownie Brown. El productor del juego fue Kōichi Ishii de Square, quien había dirigido y/o diseñado los juegos anteriores de la serie. Ishii se había desempeñado como director del juego original de la serie, Mystic Quest (Sword of Mana es un remake de ese juego). 

### Diseño de juego
El remake, además de agregar gráficos mejorados al título original de Game Boy, buscaba agregar elementos presentes en juegos posteriores de la serie, como el sistema de menú en forma circular, y expandir la historia del juego. También eliminó elementos de la serie Final Fantasy, que se habían colocado en el juego original como parte del marketing, antes de que sus secuelas pasaran a ser una serie distinta. Se agregó la capacidad de interpretar el papel de la heroína, y se agregó un elemento de las características multijugador por las que la serie se había hecho conocida al permitir que dos jugadores vinculen sus Game Boy Advances para intercambiar artículos.

### Diseño de personajes
El héroe fue diseñado para mostrar mucha piel con el fin de transmitir su condición de esclavo. Para la heroína, su diseño se guio para que pareciera una guerrera y una princesa. Bogard, quien en Mystic Quest tiene un aspecto "caballeroso", fue hecho para parecerse más a un rufián o ermitaño.
Los ocho espíritus de maná fueron diseñados para parecerse a personajes tridimensionales de un libro de cuentos. El ilustrador de juegos Shinichi Kameoka declaró que le dijeron que diseñara a Julius para que pareciera un personaje neutral. Kameoka dijo que también trató de hacer que Julius se viera "como una niña".

## Lanzamiento
Square anunció en agosto de 2002 que se estaba desarrollando un juego Seiken Densetsu para Game Boy Advance y, a principios de 2003, anunció que el juego era una nueva versión de Mystic Quest y que se lanzaría en Japón ese mismo año con el nombre Shinyaku Seiken Densetsu. El 24 de abril de 2003, Square Enix, formado a partir de la fusión de Square y Enix durante el desarrollo del juego, anunció que Sword of Mana también tendría lanzamientos en Norteamérica y Europa. Si bien Legend of Mana se había lanzado en todo el mundo, Trials of Mana solo se había lanzado en Japón. En julio de 2003, IGN incluyó el juego como uno de los diez juegos más esperados de Game Boy Advance de 2003. Sword of Mana fue lanzado en Japón el 29 de agosto de 2003, en Norteamérica el 1 de diciembre y en Europa el 18 de marzo de 2004. En Japón, una edición especial de Game Boy Advance SP color "Mana Blue" fue lanzada en la misma fecha que el juego, empaquetada con Sword of Mana y un estuche de transporte. Aquellos que compraron la banda sonora y la guía de estrategia del juego entre el 27 de agosto y el 30 de septiembre de 2003, tuvieron la oportunidad de ganar un cojín con el personaje Cactus y una correa para celular.

### Música
La partitura de Sword of Mana fue compuesta por Kenji Ito, el compositor de Mystic Quest original. La música incluye pistas reelaboradas del juego original, así como material nuevo. La música de Ito se inspira principalmente en imágenes del juego más que en influencias externas; sin embargo, nunca jugó ni al juego original ni al remake. El álbum de 2003, Sword of Mana Premium Soundtrack recopila 47 pistas de música del juego. El álbum de dos discos contiene más de una hora y media de música y fue publicado por DigiCube, con una reimpresión en 2004 por Square Enix. El primer disco contiene música directamente del juego, mientras que el segundo disco presenta siete arreglos para piano de Ito de canciones de la banda sonora. La primera edición de la banda sonora incluía un disco extra, que contenía un arreglo orquestal de "Rising Sun ~ Endless Battlefield". El álbum alcanzó la posición #118 en las listas japonesas de Oricon y permaneció en las listas por solo una semana. La música de la banda sonora ha sido arreglada para piano y publicada por DOREMI Music Publishing. Además, KMP Music Publishing ha publicado un libro de partituras para las pistas de piano incluidas en el álbum.

## Recepción
Sword of Mana vendió más de 277 000 copias en Japón en 2003. Recibió críticas positivas de los críticos. Se elogió la presentación del juego, especialmente sus gráficos; Brad Shoemaker de GameSpot elogió los "fondos exuberantes y coloridos" y la calidad de la animación, que fue secundada por el crítico de GamePro. Justin Leeper, de Game Informer, también consideró que los gráficos eran hermosos, y Shane Bettenhausen de Electronic Gaming Monthly dijo que era 'uno de los juegos más impresionantes de [la] GBA'. Kevin Gifford de 1UP.com también elogió los gráficos en relación con otros juegos de Game Boy Advance, mientras que Darryl Vassar de GameSpy dijo que habría sido el juego de Game Boy Advance más atractivo si no fuera por lo que consideraba una mala calidad de animación. La reacción a la música fue más variada; mientras que las críticas de Game Informer y GamePro lo elogiaron, Shoemaker de GameSpot calificó la música como "en su mayoría sosa" y Craig Harris de IGN y Vassar de GameSpy dijo que era agradable pero repetitiva. Los revisores también notaron problemas técnicos con la presentación: tanto las revisiones de GameSpot como de IGN señalaron fallas gráficas en el juego que estropeaban la presentación.
La trama del juego fue ampliamente descartada; Harris, de IGN, denominó 'un poco básica' y 'llegando a ser tonta', al igual que Gifford, de 1UP.com, que denominó la trama como "tonta", con "mucho diálogo innecesario". Vassar de GameSpy sintió que el diálogo agregado simplemente infló injustamente una historia simple. Shoemaker de GameSpot lo calificó de "curiosamente simplista", mientras que la revisión de Electronic Gaming Monthly dijo que era uno de los mayores problemas del juego.
Los elementos del juego también fueron mal recibidos. El compañero del héroe fue casi por su totalidad ridiculizado: Bettenhausen de Electronic Gaming Monthly dijo que era "casi inútil", al igual que Gifford de 1UP.com; Shoemaker de GameSpot, lo llamó "simplemente tonto", y Harris, de IGN, dijo que era "definitivamente el aspecto más débil" del juego. Las revisiones de GamePro, GameSpot y GameSpy encontraron problemas con la mecánica de combate, y los revisores de GameSpot e IGN sintieron que el juego era demasiado fácil. Gifford, de 1UP.com, sintió que las batallas contra jefes eran demasiado fáciles y que el sistema de cambio de armas era innecesariamente complicado. Harris, de IGN, y Leeper, de Game Informer, encontraron que el sistema de día/noche era extraño e innecesario, y Harris también sintió que el sistema multijugador era decepcionante. Shoemaker de GameSpot concluyó que el juego era "bastante bueno" y lo recomendó para los fanáticos del género, mientras que Leeper y Bettenhausen, de Electronic Gaming Monthly, dijeron que era "decente" y que "vale la pena que los fanáticos le echen un ojo". La revista japonesa Famitsū dijo que era una buena actualización de Mystic Quest sin innovar la jugabilidad mucho más allá del juego original.

### Legado
Sword of Mana fue adaptado en forma de manga por el autor Shiro Amano y publicado por Enterbrain el 25 de febrero de 2004. Dos novelas basadas en el juego fueron escritas por Matsui Oohama con ilustraciones de Yumiko Murakami y también fueron publicadas por Enterbrain el 27 de febrero de 2004. Square Enix también produjo un manga de formato yonkoma basado en el juego, lanzado el 16 de enero de 2004. Mystic Quest recibió un segundo remake en 2016, Adventures of Mana. 